# Умчари
Умчари је насеље у општини Гроцка у Граду Београду. Према попису из 2022. било је 2293 становника.

## Историја
Варош се налази јужно од Гроцке, у долини реке Раље. Топографски називи Црквине, Манастирско, Кућерине, Селиште и др. Доказ су да је овде постојало неко старо насеље. На месту Црквине и данас се налазе остаци некаквих зграда, које су биле поплочане опеком. На некадашњем имању Михаловића било је трагова старог гробља које се зове „маџарско гробље“.
Прве писане помене о овој варошици имамо из првих деценија 18. века. На карти из доба аустријске владавине (1718.-39. г.) ово насеље је забележено под именом Umschari. Године 1732. помињу се Умчари и у њима обр’књаз Лаза. Умчари су у ово време припадали нурији (парохији) манастира Рајиновца и имали су 22 куће (домова-хлебова). Касније, у првим деценијама 19. века помињу се Умчари у арачким списковима, и 1818. г. 66 кућа. Године 1846.варошица је имала 96 кућа, а по попису из 1921. г. у варошици је било 413 кућа са 2424 становника.
По предању место је било најпре на десној обали реке Раље, на месту које се зове „Кућерине“ , одакле су се у току времена спустили ближе реци Раљи, код извора Селиште. Касније је село премештено на леву обалу Раље и на тој су страни прве куће биле у подножју Садова, у долини потока Липовника.
Одатле се ово насеље ширило и развијало у разним правцима. Почетком 20. века неколико породица је отишло у Жировљин, где су била трла, и засновали су заселак, који по кнезу Живку добио Живковац. По предању, које је двојако, ово је насеље добило име по умкама које су служиле као граница између Београдског и Смедеревског Пашалука, а по другом предању име је дошло по земљи умњачи-уми које има на много места.
За најстарију породицу сматрају се Михаловићи (Јовановићи, Пантелићи). Њихов чукундед Јован, који је дошао од Бјелог Поља, „ударио је колац овоме насељу“ Кад је дошао овде, затекао је густу и непроходну шуму. (подаци крајем 1921. године).
Указом Краља од 29. јуна 1922. године насеље је добило статус варошице.
Овде се налазе ОШ „Мића Стојковић” Умчари и Железничка станица Умчари.

## Демографија
У насељу Умчари живи 2316 пунолетних становника, а просечна старост становништва износи 41,0 година (39,3 код мушкараца и 42,6 код жена). У насељу има 895 домаћинстава, а просечан број чланова по домаћинству је 3,21.
Ово насеље је у великим делом насељено Србима (према попису из 2022. године).
|  |

| Демографија | Демографија | Демографија |
| Година      | Становника  | Становника  |
| ----------- | ----------- | ----------- |
| 1948.       | 3.025       |             |
| 1953.       | 3.195       |             |
| 1961.       | 3.565       |             |
| 1971.       | 3.396       |             |
| 1981.       | 3.398       |             |
| 1991.       | 3.487       | 3.148       |
| 2002.       | 2.880       | 3.180       |

| Етнички састав према попису из 2002.‍ | Етнички састав према попису из 2002.‍ | Етнички састав према попису из 2002.‍ | Етнички састав према попису из 2002.‍ | Етнички састав према попису из 2002.‍ |
| ------------------------------------ | ------------------------------------ | ------------------------------------ | ------------------------------------ | ------------------------------------ |
|                                      |                                      |                                      |                                      |                                      |
| Срби                                 | Срби                                 |                                      | 2.712                                | 94,16%                               |
| Роми                                 | Роми                                 |                                      | 105                                  | 3,64%                                |
| Румуни                               | Румуни                               |                                      | 6                                    | 0,20%                                |
| Црногорци                            | Црногорци                            |                                      | 4                                    | 0,13%                                |
| Македонци                            | Македонци                            |                                      | 3                                    | 0,10%                                |
| Хрвати                               | Хрвати                               |                                      | 2                                    | 0,06%                                |
| Југословени                          | Југословени                          |                                      | 2                                    | 0,06%                                |
| Руси                                 | Руси                                 |                                      | 1                                    | 0,03%                                |
| Бугари                               | Бугари                               |                                      | 1                                    | 0,03%                                |
| непознато                            | непознато                            |                                      | 7                                    | 0,24%                                |

| Година пописа     | 1948. | 1953. | 1961. | 1971. | 1981. | 1991. | 2002. |
| ----------------- | ----- | ----- | ----- | ----- | ----- | ----- | ----- |
| Број домаћинстава | 663   | 683   | 857   | 870   | 913   | 945   | 895   |

| Број чланова      | 1   | 2   | 3   | 4   | 5   | 6  | 7  | 8 | 9 | 10 и више | Просек |
| ----------------- | --- | --- | --- | --- | --- | -- | -- | - | - | --------- | ------ |
| Број домаћинстава | 150 | 226 | 159 | 167 | 108 | 42 | 26 | 9 | 4 | 4         | 3,21   |

| Пол    | Укупно | Неожењен/Неудата | Ожењен/Удата | Удовац/Удовица | Разведен/Разведена | Непознато |
| ------ | ------ | ---------------- | ------------ | -------------- | ------------------ | --------- |
| Мушки  | 1.191  | 333              | 767          | 59             | 28                 | 4         |
| Женски | 1.242  | 195              | 766          | 254            | 24                 | 3         |
| УКУПНО | 2.433  | 528              | 1.533        | 313            | 52                 | 7         |

| Пол    | Укупно                    | Пољопривреда, лов и шумарство | Рибарство                            | Вађење руде и камена | Прерађивачка индустрија       |
| ------ | ------------------------- | ----------------------------- | ------------------------------------ | -------------------- | ----------------------------- |
| Мушки  | 633                       | 220                           | 0                                    | 0                    | 111                           |
| Женски | 368                       | 134                           | 0                                    | 0                    | 41                            |
| УКУПНО | 1.001                     | 354                           | 0                                    | 0                    | 152                           |
| Пол    | Производња и снабдевање   | Грађевинарство                | Трговина                             | Хотели и ресторани   | Саобраћај, складиштење и везе |
| Мушки  | 17                        | 53                            | 71                                   | 12                   | 81                            |
| Женски | 3                         | 3                             | 80                                   | 6                    | 8                             |
| УКУПНО | 20                        | 56                            | 151                                  | 18                   | 89                            |
| Пол    | Финансијско посредовање   | Некретнине                    | Државна управа и одбрана             | Образовање           | Здравствени и социјални рад   |
| Мушки  | 2                         | 7                             | 19                                   | 16                   | 7                             |
| Женски | 2                         | 5                             | 4                                    | 26                   | 50                            |
| УКУПНО | 4                         | 12                            | 23                                   | 42                   | 57                            |
| Пол    | Остале услужне активности | Приватна домаћинства          | Екстериторијалне организације и тела | Непознато            | Непознато                     |
| Мушки  | 14                        | 0                             | 0                                    | 3                    | 3                             |
| Женски | 5                         | 0                             | 0                                    | 1                    | 1                             |
| УКУПНО | 19                        | 0                             | 0                                    | 4                    | 4                             |

## Коришћена Литература:
- Коришћена Литература:
- Извор Монографија Подунавске области 1812-1927 саставио Др, Владимир Марган. објављено (1927 г.)„Напредак Панчево“
- „Летопис“: Подунавска места и обичаји Марина (Беч 1999 г.).

Летопис период 1812 – 2009 г. Саставио од Писаних трагова, Летописа, по предању места у Јужној Србији, места и обичаји настанак села ко су били Досељеници чиме се бавили мештани
- Напомена

У уводном делу аутор је дао кратак историјски преглед овог подручја од праисторијских времена до стварање државе Краљевине Срба, Хрвата и Словенаца.